# Kyriale

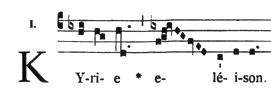
Il Kyrie della Missa XI Orbis factor in notazione quadrata.

Il Kyriale è una collezione di partiture in canto gregoriano dell'Ordinario della Messa. Comprende diciotto Messe, ognuna delle quali è composta di un Kyrie, Gloria (non presente per le Messe destinate alle ferie e alle domeniche di Avvento e Quaresima), Sanctus e Agnus Dei, oltre alle Messe il Kyriale contiene sei Credo e altri canti ad libitum. La Missa XVII prevede due toni diversi, risalenti a epoche differenti, per il Kyrie: la seconda, più antica, è preceduta dalla rubrica «Vel, ubi moris est» ("oppure, dove è consuetudine").
Il Kyriale è parte del Graduale Romanum e del Liber Usualis, ma è anche pubblicato come libro liturgico separato dai monaci dell'abbazia di Solesmes. Un Kyriale più breve è contenuto nella seconda edizione del Graduale Simplex.

## Contenuto
Ogni Messa ha un'indicazione per il tempo liturgico per cui è prevista. Tuttavia, ogni Messa può essere cantata lecitamente e indifferentemente in ogni giorno dell'anno ed è anche possibile combinare nella stessa Messa parti provenienti da Messe diverse. Oltre alle Messe composte di Kyrie, Gloria (per le Messe da I a XV, assente nelle Messe da XVI a XVIII), Sanctus e Agnus Dei, il Kyriale offre undici Kyrie, tre Sanctus e 2 Agnus Dei che possono essere sostituiti a piacere con quelli delle Messe. 
Il Credo inoltre non entra in nessuna Messa e va scelto a parte. 
L'indicazione sull'epoca di composizione della musica copre un periodo di otto secoli, dal X al XVIII secolo.
- Asperges me (per l'aspersione dei fedeli, ad eccezione del Tempo pasquale, XIII secolo), con altri due toni alternativi (rispettivamente del X e XII secolo)
- Vidi aquam (per l'aspersione dei fedeli nel Tempo pasquale, X secolo)
- Missa I Lux et origo (Tempo pasquale, tutta del X secolo)
- Missa II Kyrie fons bonitatis (per le feste di I classe, Kyrie e Agnus Dei del X secolo, Gloria del XIII secolo, Sanctus del XII-XIII secolo)
- Missa III Kyrie Deus sempiterne (per le feste di I classe, Kyrie e Gloria dell'XI secolo, Sanctus e Agnus Dei dell'XI-XII secolo)
- Missa IV Cunctipotens Genitor Deus (per le feste di II classe, Kyrie e Gloria del X secolo, Sanctus dell'XI secolo e Agnus Dei del XII-XIII secolo)
- Missa V Kyrie magnae Deus potentiae (per le feste di II classe, Kyrie del XIII secolo, Gloria, Sanctus e Agnus Dei del XIII secolo)
- Missa VI Kyrie Rex Genitor (per le feste di II classe, Kyrie e Gloria del X secolo, Sanctus e Agnus Dei dell'XI secolo)
- Missa VII Kyrie Rex splendens (per le feste di II classe, Kyrie del X secolo, Gloria del XII secolo, Sanctus dell'XI secolo e Agnus Dei del XV secolo)
- Missa VIII de Angelis (per le feste di II classe, Kyrie del XV-XVI secolo, Gloria del XVI secolo, Sanctus dell'XI-XII secolo e Agnus Dei del XV secolo)
- Missa IX Cum jubilo (per le feste della Beata Vergine Maria, Kyrie del XII secolo, Gloria dell'XI secolo, Sanctus del XIV secolo e Agnus Dei del X o XIII secolo)
- Missa X Alme Pater (per le feste della Beata Vergine Maria, Kyrie dell'XI secolo, Gloria del XV secolo, Sanctus senza indicazione e Agnus Dei del XII secolo)
- Missa XI Orbis factor (per le domeniche infra annum, cioè dopo l'Epifania e dopo la Pentecoste, Kyrie del (X) XIV-XVI  secolo, Gloria del X secolo, Sanctus dell'XI secolo e Agnus Dei del XIV secolo)
- Missa XII Pater cuncta (per le feste di III classe, Kyrie e Gloria del XII secolo, Sanctus del XIII secolo e Agnus Dei dell'XI secolo)
- Missa XIII Stelliferi Conditor orbis (per le feste di III classe, Kyrie dell'XI secolo, Gloria del XII secolo, Sanctus del XIII secolo e Agnus Dei senza indicazione)
- Missa XIV Jesu Redemptor (per le feste di III classe, Kyrie e Gloria del X secolo, Sanctus del XII secolo e Agnus Dei del XIII secolo)
- Missa XV Dominator Deus (per le ferie del Tempo di Natale, Kyrie dell'XI-XIII secolo, Gloria e Sanctus del X secolo, Agnus Dei del (XII) XIV secolo)
- Missa XVI (per le ferie per annum, cioè dopo l'Epifania e dopo la Pentecoste, Kyrie dell'XI-XIII secolo, Sanctus del XIII secolo, Agnus Dei del X-XI secolo)
- Missa XVII (per le domeniche in Avvento e in Quaresima, Kyrie del XV-XVII secolo, altro Kyrie del XIV secolo, Sanctus dell'XI secolo, Agnus Dei del XIII secolo)
- Missa XVIII Deus Genitor alme (per le ferie d'Avvento e Quaresima, per le vigilie, per le Quattro tempora e per le Rogazioni, Kyrie dell'XI secolo, Sanctus del XIII secolo, Agnus Dei del XII secolo)
- Credo I, dell'XI secolo
- Credo II, senza indicazioni
- Credo III, del XVII secolo
- Credo IV, del XV secolo
- Credo V, del XII secolo
- Credo VI, dell'XI secolo
- Cantus ad libitum
  - Kyrie I Clemens Rector, del X secolo
  - Kyrie II Summe Deus, dell'XI secolo
  - Kyrie III Rector cosmi pie, dell'XI secolo
  - Kyrie IV Kyrie altissime, dell'XI secolo
  - Kyrie V Conditor Kyrie omnium, del X secolo
  - Kyrie VI Te Christe Rex supplices, del X secolo
  - Kyrie VII Splendor aeterne, dell'XI secolo
  - Kyrie VIII Firmator sancte, del XIII secolo
  - Kyrie IX O Pater excelse, dell'XI secolo
  - Kyrie X Orbis factor (per le domeniche per annum, del X secolo)
  - Kyrie XI Kyrie Salve (per le domeniche in Avvento e in Quaresima, del X secolo)
  - Gloria I, dell'XI secolo
  - Gloria I, dell'XI secolo
  - Gloria I, del X-XI secolo
  - Gloria IV (More Ambrosiano), del XII secolo
  - Sanctus I, dell'XI secolo
  - Sanctus II, dell'XI secolo
  - Sanctus III, senza indicazioni
  - Agnus Dei I, del XII secolo
  - Agnus Dei II, senza indicazioni
- Missa pro defunctis, per la Messa di requiem, comprende tutta la Messa, non sono l'Ordinario, ma anche il Proprio, fino all'assoluzione